# Anja Straub
Anja Straub (Friburgo, RFA, 26 de febrero de 1968) es una deportista suiza que compitió en esgrima, especialista en la modalidad de espada. Ganó dos medallas en el Campeonato Mundial de Esgrima de 1989, oro en la prueba individual y bronce por equipos.

## Palmarés internacional
| Campeonato Mundial | Campeonato Mundial      | Campeonato Mundial | Campeonato Mundial |
| Año                | Lugar                   | Medalla            | Prueba             |
| ------------------ | ----------------------- | ------------------ | ------------------ |
| 1989               | Denver (Estados Unidos) | Medalla de oro     | Espada individual  |
| 1989               | Denver (Estados Unidos) | Medalla de bronce  | Espada por equipos |